# Hatteng
Hatteng (nordsamiska: Háhtta, kvänska: Hattu) är en kyrkby som utgör centralort i Storfjords kommun i Troms fylke i norra Norge. Orten ligger längst inne vid Storfjorden, den innersta delen av fjorden Lyngen, där Europaväg 6 möter fylkesväg 7930. Här finns Storfjords kyrka.

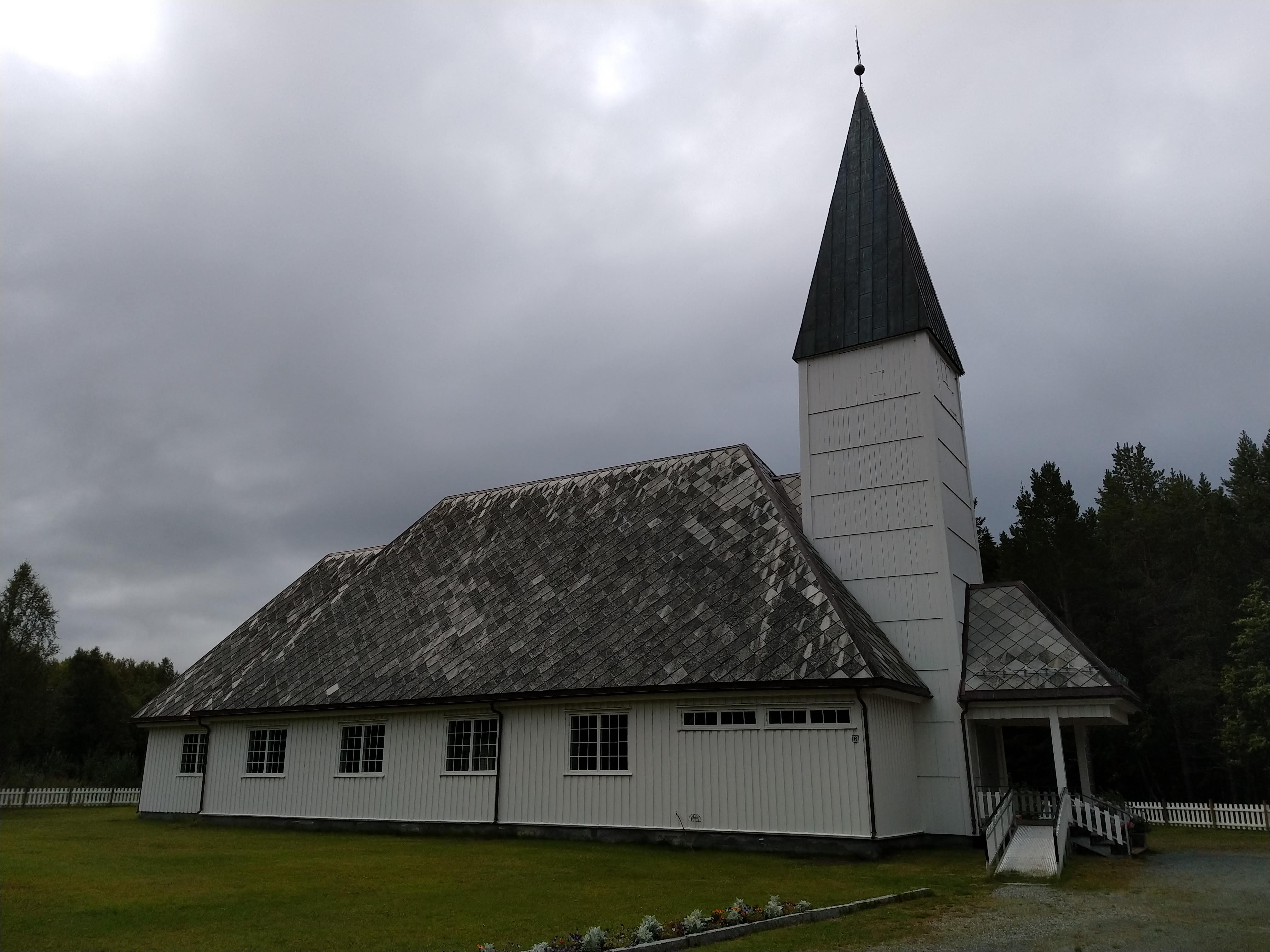
Storfjords kyrka.